# Culinária da Eslovênia
A culinária da Eslovênia é uma coleção de costumes culinários autóctones (nativos) desse país, podendo ser encontradas influências da culinária da Áustria-Hungria.
Os pratos principais costumam ter como ingredientes batatas, repolho, queijo (geralmente de ovelha, porco, cordeiro e aves). 
São muito populares na Eslovênia as sopas, como a mineštra.

## Principais pratos
- Belokranjska povitica
- Bujta repa
- Funšterc
- Kmečka pojedina
- Kranjska klobasa
- Matevž
- Mavželj
- Mežerli
- Mineštra (sopa de verduras)
- Obara
- Pirh
- Prekmurska gibanica
- Ričet
- Špehovka
- Vipavska jota

## Bebidas
Uma das bebidas nacionais é o slivovica, uma espécie de aguardente. Os vinhos mais popularse são os procedentes das uvas Riesling e Cabernet Sauvignon.etc.